# Carl Schurz
Carl Schurz (Liblar, Prusia, 2 de marzo de 1829 - Nueva York, 14 de mayo de 1906) fue un revolucionario alemán emigrante a los Estados Unidos, Secretario del Interior y embajador en España.

## Biografía
Nacido el 2 de marzo de 1829 en Liblar, reino de Prusia, participó en la revolución de 1848. Tras la revolución vivió en París y Londres. Emigró a los Estados Unidos en 1852, llegando a Nueva York el 17 de septiembre.
En 1861 pasó a ocupar el puesto de embajador de los Estados Unidos en España. Schurz, que llegó a Madrid el 13 de julio de 1861, confraternizó con miembros del sector político liberal de dicho país. Cesó de su cargo el 18 de diciembre de 1861.
Fue secretario del interior de los Estados Unidos entre el 12 de marzo de 1877 y el 4 de marzo de 1881.
Falleció el 14 de mayo de 1906 en Nueva York.